# Escaut (departament)
Departamentul Escaut (franceză Département Escaut) a fost un departament al Franței din perioada revoluției și a primului Imperiu. 
Departamentul a fost format în urma ocupării de către trupele revoluționare franceze a Țările de Jos Austriece în 1794 și a Provinciilor Unte ale Țărilor de Jos în 1795. Departamentul este numit după numele francez al Râului Escaut (neerlandeză Schelde). Departamentul este divizat în 4 arondismente și 24 cantoane astfel:
- arondismentul Gent, cantoanele: Deinze, Evergem, Gent, Kruishoutem, Lochristi, Nazareth, Nevele, Oosterzele, Waarschoot și Zomergem.
- arondismentul Dendermonde, cantoanele: Aalst, Beveren, Dendermonde, Hamme, Lokeren, Sint-Gillis-Waas, Sint-Niklaas, Temse, Wetteren și Zele.
- arondismentul Eeklo, cantoanele: Assenede, Axel, Eeklo, Hulst, IJzendijke, Kaprijke, Oostburg și Sluis.
- arondismentul Oudenaarde, cantoanele: Brakel, Geraardsbergen, Herzele, Ninove, Oudenaarde, Ronse, Sint-Maria-Horebeke și Zottegem.

În urma înfrângerii lui Napoleon la Waterloo, teritoriul intră în componența Regatului Unit al Țărilor de Jos în cadrul căreia formează provinciile Flandra de Est și partea de sud a provinciei Zeelanda. Actualmente teritoriul este cuprins în Belgia și Olanda.